# Kirchlindach
Kirchlindach (Bernduits: Chirchlindach) is een gemeente en plaats in het Zwitserse kanton Bern, en maakt deel uit van het district Bern-Mittelland.
Kirchlindach telt 2.887 inwoners.